# Agri Bavnehøj
Agri Bavnehøj (Bavnehøj = dänisch für Feuerhöhe) ist der höchste Punkt der dänischen Halbinsel Mols an der Ostküste Jütlands. Der Berg erhebt sich im Nationalpark Mols Bjerge auf 137 m.o.h. und ist damit ein Aussichtspunkt auf die Århusbucht, Helgenæs und Samsø im Süden sowie Aarhus im Westen und Ebeltoft im Osten. Er liegt etwa 1.000 m östlich von Agri.
Auf dem Gipfel befindet sich ein Steinsockel mit einer Windrose und einer Denkmalschutzplakette.

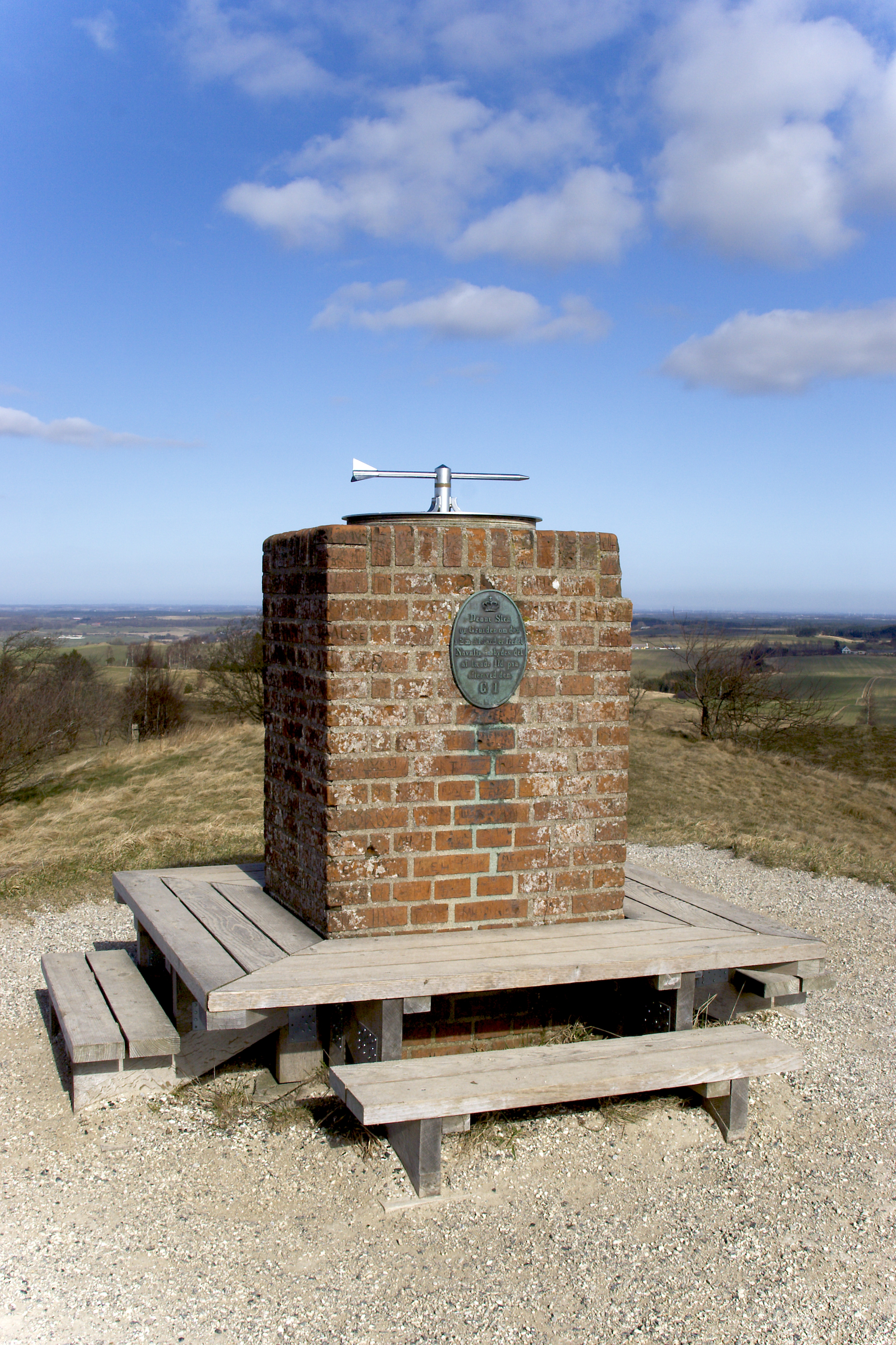
Steinsockel auf dem Gipfel (März 2012)
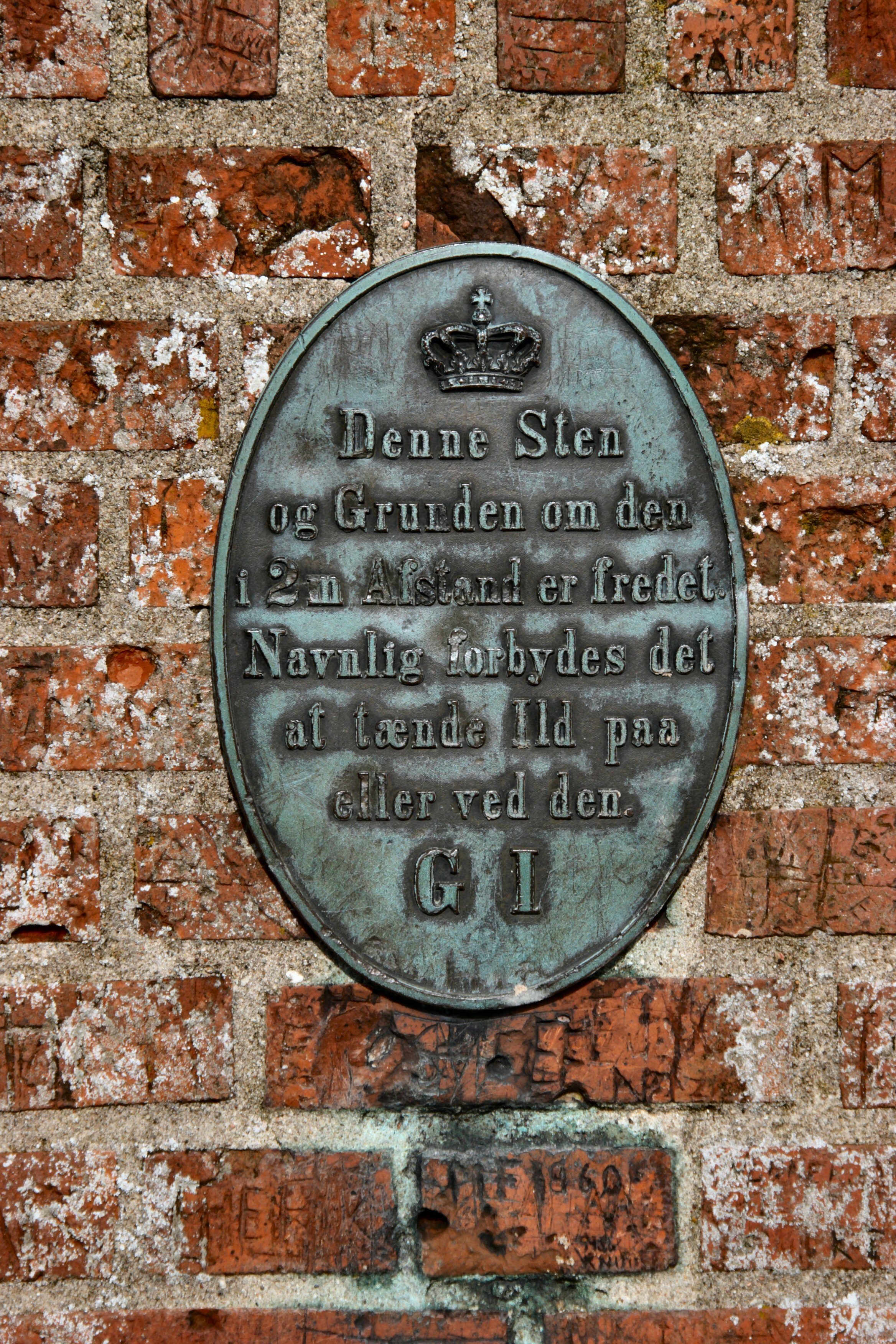
Denkmalschutzplakette am Steinsockel (März 2012)
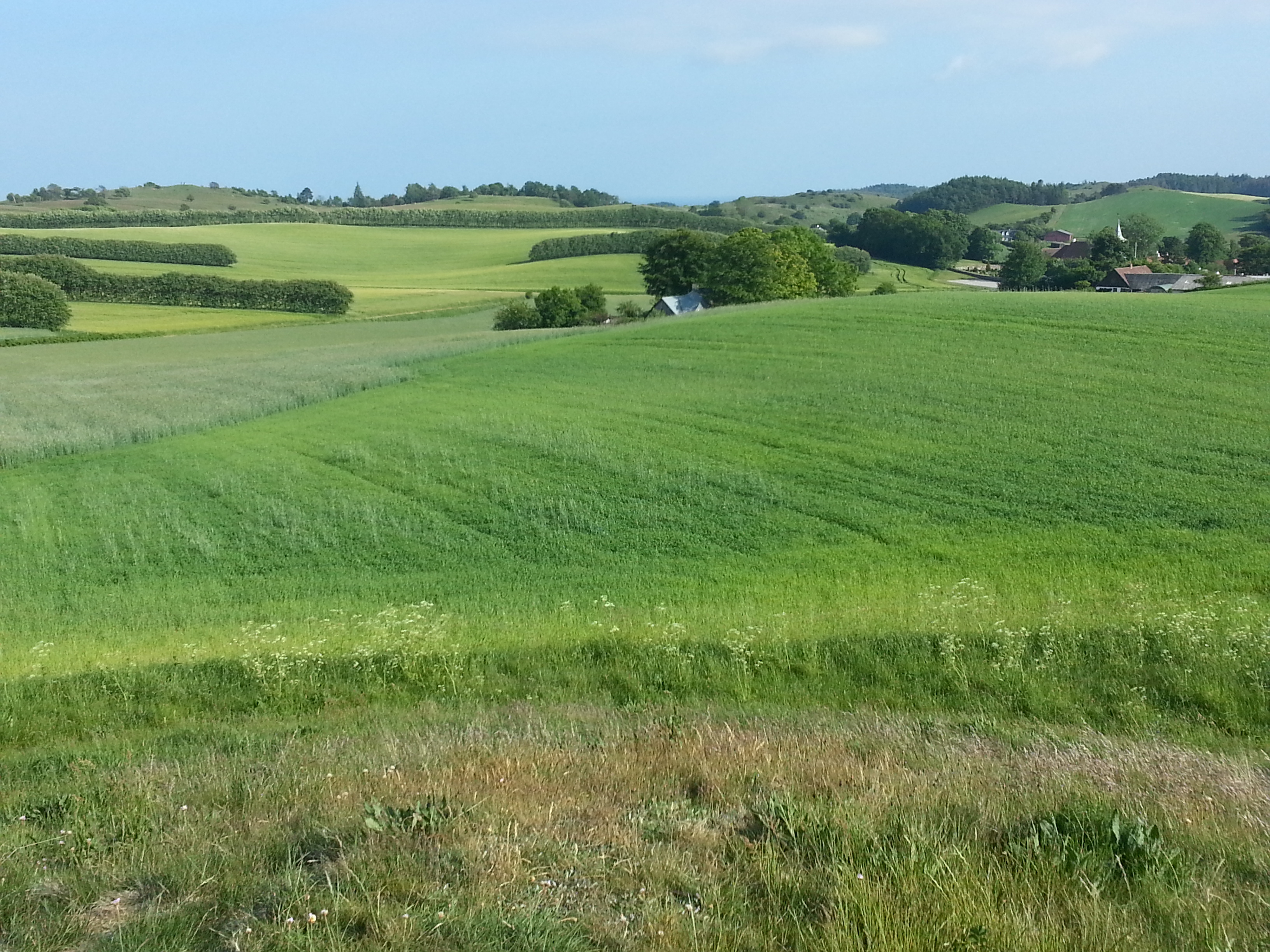
Agri Bavnehøj und das Dorf Agri von Westen.